# Massimiliano IX Giovanni Stampa
Massimiliano IX Giovanni Stampa, XIII marchese di Soncino (Milano, 15 febbraio 1825 – Milano, 27 maggio 1876), è stato un nobile e patriota italiano.

## Biografia
Nato a Milano il 15 febbraio 1825, Massimiliano IX era figlio di Massimiliano VII Giovanni Stampa, marchese di Soncino, e della sua seconda moglie, la nobile bresciana Teresa Palazzani. Egli era inoltre fratellastro minore di Massimiliano VIII al quale succederà come capo della casata alla morte del padre nel 1824. Alla morte prematura anche del fratello nel 1834, Massimiliano si trovò a dovergli succedere anche nella guida della casata dal momento che questi non si era sposato e non aveva avuto eredi.
Nel 1848, alcuni mesi prima dello scoppio della prima guerra d'indipendenza, venne arrestato per ordine del viceré Josef Radetzky ed imprigionato a Lubiana perché sospettato di collaborare con i rivoluzionari. Dal carcere nella fortezza di Lubiana riuscì a fuggire e ad unirsi all'esercito di Carlo Alberto di Savoia dove divenne tenente dei cavalleggeri. Dopo il fallimento della rivoluzione, tornato a Milano, venne nuovamente arrestato nel 1851 per ordine del governatore militare, il feldmaresciallo Ferenc Gyulay, sempre perché sospettato di collaborazione con i rivoltosi e in più per la sua fuga dal carcere austriaco. Questa volta venne però condannato agli arresti domiciliari. Nel 1857 in occasione della visita di Francesco Giuseppe a Milano, durante la rappresentazione d'onore al Teatro alla Scala, in spregio alla monarchia austriaca, rimase seduto all'ingresso dei monarchi e con la schiena voltata al palco reale in segno di protesta per il dominio austriaco in Italia. Venne nuovamente tratto in arresto e portato di forza a Bormio dove venne costretto a rimanere sino alla primavera dell'anno successivo.
Con lo scoppio della Seconda guerra d'indipendenza, si schierò ancora una volta coi piemontesi ma, rimanendo a Milano, venne da Vittorio Emanuele II nominato colonnello della 2ª legione della Guardia nazionale. Per i meriti acquisiti a favore della neonata nazione italiana venne decorato dal sovrano della dignità di ufficiale sia dell'Ordine dei Santi Maurizio e Lazzaro che della Corona d'Italia.
Il 6 giugno 1861 sposò a Roma, nella cappella privata del cardinale Girolamo d'Andrea Cristina Morosini di Lugano, figlia di Giambattista e di Emilia (figlia a sua volta del politico elvetico Xaver Zeltner), dalla quale però non ebbe figli.
Grande appassionato di cavalli ed attento floricoltore, fu tra i fondatori di una prima associazione nazionale di allevatori di cavalli da corsa e venne sovente chiamato in qualità di giudice a presiedere esposizioni di fiori a Milano.
Morì a Milano il 27 maggio 1876. Dal suo testamento, redatto il 21 maggio 1876 ed aperto dopo la sua morte, pervenne un copioso lascito di quadri e preziose opere d'arte alla Pinacoteca di Brera. Il Castello di Soncino fu da lui lasciato a quel comune. Dal momento che dal suo matrimonio non erano nati discendenti, alla sua morte gran parte dei suoi beni vennero ereditati da una nipote, Luisa Negroni Prati Morosini, coniugata con Gian Alfonso Casati (1854–1890). Il figlio della coppia, Camillo (1877-1946), avrebbe ottenuto nel 1892 il titolo di marchese e l'autorizzazione ad aggiungere al proprio il cognome Stampa di Soncino. 

## Albero genealogico
|                                                                       |   |                                                       | Genitori                                                   |  |  | Nonni |  |  | Bisnonni                                               |  |  | Trisnonni                                   |  |
|                                                                       |   |                                                       |                                                            |  |  |       |  |  | Massimiliano V Giovanni Stampa, IX marchese di Soncino |  |  | Giuseppe I Stampa, VIII marchese di Soncino |  |
|                                                                       |   |                                                       |                                                            |  |  |       |  |  | Massimiliano V Giovanni Stampa, IX marchese di Soncino |  |  | Giuseppe I Stampa, VIII marchese di Soncino |  |
|                                                                       |   | Teresa Reina                                          |                                                            |  |  |       |  |  | Massimiliano V Giovanni Stampa, IX marchese di Soncino |  |  |                                             |  |
| Massimiliano VI Setola Giuseppe Stampa de Fois, X marchese di Soncino |   |                                                       |                                                            |  |  |       |  |  | Massimiliano V Giovanni Stampa, IX marchese di Soncino |  |  |                                             |  |
|                                                                       |   | Livia Doria Sforza Visconti                           | Filippo Domenico Doria Sforza Visconti, marchese Doria     |  |  |       |  |  |                                                        |  |  |                                             |  |
|                                                                       |   | Livia Doria Sforza Visconti                           | Filippo Domenico Doria Sforza Visconti, marchese Doria     |  |  |       |  |  |                                                        |  |  |                                             |  |
|                                                                       |   | Livia Doria Sforza Visconti                           | Bianca Maria di Sinzendorf-Neuburg, marchesa di Caravaggio |  |  |       |  |  |                                                        |  |  |                                             |  |
| Massimiliano VII Giovanni Stampa, XI marchese di Soncino              |   | Livia Doria Sforza Visconti                           |                                                            |  |  |       |  |  |                                                        |  |  |                                             |  |
|                                                                       |   | Giovanni Gonzaga di Luzzara, VIII marchese di Luzzara | Luigi II Gonzaga di Luzzara, VI marchese di Luzzara        |  |  |       |  |  |                                                        |  |  |                                             |  |
|                                                                       |   | Giovanni Gonzaga di Luzzara, VIII marchese di Luzzara | Luigi II Gonzaga di Luzzara, VI marchese di Luzzara        |  |  |       |  |  |                                                        |  |  |                                             |  |
|                                                                       |   | Giovanni Gonzaga di Luzzara, VIII marchese di Luzzara | Charlotte de Chioseul                                      |  |  |       |  |  |                                                        |  |  |                                             |  |
| Carlotta Gonzaga di Luzzara                                           |   | Giovanni Gonzaga di Luzzara, VIII marchese di Luzzara |                                                            |  |  |       |  |  |                                                        |  |  |                                             |  |
|                                                                       |   | Teresa Anguissola                                     | Gaetano Anguissola, conte di Vigolzone                     |  |  |       |  |  |                                                        |  |  |                                             |  |
|                                                                       |   | Teresa Anguissola                                     | Gaetano Anguissola, conte di Vigolzone                     |  |  |       |  |  |                                                        |  |  |                                             |  |
|                                                                       |   | Teresa Anguissola                                     | Anna Maria Mansi                                           |  |  |       |  |  |                                                        |  |  |                                             |  |
| Massimiliano IX Giovanni Stampa, XIII marchese di Soncino             |   | Teresa Anguissola                                     |                                                            |  |  |       |  |  |                                                        |  |  |                                             |  |
|                                                                       | … | …                                                     |                                                            |  |  |       |  |  |                                                        |  |  |                                             |  |
|                                                                       | … | …                                                     |                                                            |  |  |       |  |  |                                                        |  |  |                                             |  |
|                                                                       | … | …                                                     |                                                            |  |  |       |  |  |                                                        |  |  |                                             |  |
| Pietro Palazzani                                                      | … |                                                       |                                                            |  |  |       |  |  |                                                        |  |  |                                             |  |
|                                                                       |   | …                                                     | …                                                          |  |  |       |  |  |                                                        |  |  |                                             |  |
|                                                                       |   | …                                                     | …                                                          |  |  |       |  |  |                                                        |  |  |                                             |  |
|                                                                       |   | …                                                     | …                                                          |  |  |       |  |  |                                                        |  |  |                                             |  |
| Teresa Palazzani                                                      |   | …                                                     |                                                            |  |  |       |  |  |                                                        |  |  |                                             |  |
|                                                                       |   | …                                                     | …                                                          |  |  |       |  |  |                                                        |  |  |                                             |  |
|                                                                       |   | …                                                     | …                                                          |  |  |       |  |  |                                                        |  |  |                                             |  |
|                                                                       |   | …                                                     | …                                                          |  |  |       |  |  |                                                        |  |  |                                             |  |
| Lucia Poggiali                                                        |   | …                                                     |                                                            |  |  |       |  |  |                                                        |  |  |                                             |  |
|                                                                       |   | …                                                     | …                                                          |  |  |       |  |  |                                                        |  |  |                                             |  |
|                                                                       |   | …                                                     | …                                                          |  |  |       |  |  |                                                        |  |  |                                             |  |
|                                                                       |   | …                                                     | …                                                          |  |  |       |  |  |                                                        |  |  |                                             |  |
|                                                                       |   | …                                                     |                                                            |  |  |       |  |  |                                                        |  |  |                                             |  |